# Diéthylène glycol
Pour les articles homonymes, voir DEG.
Le diéthylène glycol (également nommé DEG, 3-oxa-1,5-pentanediol, diglycol, éthylène diglycol ou dihydroxy diéthyl éther) est un polymère simple (diol, dimère de l'éthylène glycol, de formule chimique HO-CH2-CH2-O-CH2-CH2-OH).
Le triéthylène glycol (TEG) et le tétraéthylène glycol sont respectivement le trimère et le tétramère de l'éthylène glycol, de formules chimiques HO-CH2-CH2-O-CH2-CH2-O-CH2-CH2-OH et HO-CH2-CH2-O-CH2-CH2-O-CH2-CH2-O-CH2-CH2-OH.
Le diéthylène glycol est hygroscopique et donc très soluble dans l'eau.

## Usages
Comme dans le cas de l'éthylène glycol, le mélange d'eau et de diéthylène glycol peut être utilisé comme antigel. La température de fusion du mélange est abaissée, ce qui le rend intéressant pour des utilisations dans des climats froids. 

De plus la température d'ébullition de ce produit étant élevée, plus que dans le cas de l'éthylène glycol, ce mélange est également plus intéressant sous les climats chauds.
Le diéthylène glycol est utilisé pour des synthèses chimiques, par exemple :
- de morpholine ;
- de 1,4-dioxane.

Le triéthylène glycol est un liquide visqueux incolore et inodore. 

Il est moins toxique que le diéthylène glycol.
Il est utilisé :
- comme plastifiant pour le PVC (polychlorure de vinyle) ;
- dans les systèmes de climatisation et les déshumidificateurs ;
- comme désinfectant sous forme d'aérosol ;
- comme agent de dessiccation pour la déshydratation du gaz naturel.

## Toxicologie, écotoxicologie
Il convient de distinguer la toxicité du diéthylène glycol lui-même,, de la toxicité synergique du produit associé à un autre produit toxique ou à un produit qui n'aurait d'effet toxique qu'associé à ce solvant (comme tous les solvants, le diéthylène glycol peut faciliter l'absorption d'autres produits par les organismes, ou leur introduction dans un organe cible qui en serait autrement indemne. Peu d'études ont à ce jour porté sur les synergies.
Pour le diéthylène-glicol seul : la dose orale sans effets est selon l'INRS (en 2008) de 180 mg/kg par jour (chez le rat).
On note que certains impacts (hors reprotoxicité) ne sont constatés que chez les rats mâles et non chez les femelles, ce qui pourrait évoquer une perturbation endocrinienne, mais ce phénomène n'a pas été observé chez le lapin ou la souris.

### Cinétique du produit dans l'organisme
Source.
Inhalation : processus mal connu chez l'homme. Chez le rat, ce produit semble peu actif via l'air.
Ingestion : à la suite de son ingestion, le diéthylène glycol est principalement absorbé dans le tractus gastro-intestinal. Il passe rapidement dans le sang (demi-vie sanguine : 3,6 h) et se concentre dans le foie et les reins, puis le cerveau (il franchit aisément la barrière hématoencéphalique, avec un pic de concentration dans le cerveau observé 3 à 4 h après l'ingestion, avec à haute dose un effet narcotique induit), les muscles et le tissu adipeux.
Métabolisation : chez le rat de laboratoire, 14 à 41 % de la dose est métabolisée en acide (2-hydroxyéthoxy)acétique (2-HEAA). Il semble, chez le rat toujours, qu'il ne soit pas transformé en éthylène glycol, mais des traces d'acide oxalique parfois détectées dans les urines pourraient être dues à la diurèse osmotique induite par le caractère hygroscopique de ce produit.
Des actions synergiques probables lorsqu'il y a cocktails de polluants, mais non étudiées.

### Toxicité aiguë
Chez l'animal, la DL50 par voie orale : de 13,3 à 26,5[Quoi ?] chez le rat et la souris, 7,8 à 14 g chez le cobaye, 9 g/kg chez le chien et 3 g chez le chat. Symptômes communs à toutes les espèces de mammifères : narcose, refus des aliments, soif, puis à haute dose : dyspnée, prostration, coma (coma urémique, induite par une diurèse accrue suivie d'une oligurie et anurie), hypothermie avec phase et mort deux à sept jours après l'administration.
Curieusement, l'exposition par l'air (huit heures dans atmosphère saturée en éthylène glycol) ne tue pas les rats et semble sans effets irritants pour la peau ou l'œil.
Chez l'homme, les données manquent mais les symptômes observés (en termes de toxicité aiguë) sont les mêmes que chez l'animal.
En 1996, à Haïti, plus de soixante enfants sont morts d'insuffisance rénale aiguë après avoir consommé du sirop pour la toux contenant de la glycérine contaminé par du diéthylène glycol.

### Toxicité chronique et faibles doses
La toxicité chronique du diéthylène glycol a été étudiée chez le rat (avec 4 % de produit dans la nourriture (2 400 mg/kg par jour) sur deux ans), on observe :
- une croissance ralentie des jeunes rats ;
- une hématotoxicité associée à des lésions rénales (atrophie tubulaire, cylindres hyalins, concrétions cristallines dans les tubules, infiltration  lymphocytaire et début de fibrose)[17] ;
- des lésions hépatiques : atrophie centrolobulaire ou diffuse, prolifération des canalicules biliaires, dégénérescence graisseuse.
30 % des rats mâles développent en outre des calculs vésicaux composés à 75 % de phosphates cristallisés sur un noyau d'oxalate de calcium. (non observé chez le lapin ou le chien expérimentalement exposé en laboratoire).

### Cancérogénicité
Pour l'exposition au produit seul, elle est probablement rare, indirecte, et conditionnée à une exposition à de fortes doses, mais expérimentalement démontrée chez le rat. 1,7 % des rats exposés à une dose orale de 4 % de diéthylène glycol dans la nourriture durant deux ans ont développé un cancer de la vessie, probablement induit par les calculs qui s'y sont formés ; ce serait le facteur « corps étranger » qui aurait induit la tumeur et non le produit lui-même.

### Valeur d'exposition professionnelle
En Allemagne, le taux maximum dans l'air est de 10 ppm, soit 44 mg/m3.[réf. nécessaire]

### Toxicité des produits de dégradation
À haute température, il se décompose en monoxyde ou dioxyde de carbone, aldéhydes et cétones.
Les produits de biodégradation et/ou leurs métabolites dans le sol ou l'humus ne semblent pas avoir été étudiés.

## Reprotoxicité
De premières études n'avaient pas détecté d'effet reprotoxique (chez la souris, à la suite de l'absorption orale de 11,2 g/kg par jour du 6e au 13e jour de gestation ou chez le rat à 5 % de la nourriture (gavage) ou 3 g/kg par jour du 1er au 20e jour de gestation sur deux générations), mais une autre étude, avec le produit mélangé à l'eau de boisson à des doses faiblement toxiques pour les parents (3,5 % ou 6,1 g/kg par jour), un effet est détecté sur la fertilité (nombre de portées diminuées, mortalité des nouveau-nés augmentée, diminution du poids à la naissance. On n'a pas détecté d'effet différentiel sur le mâle ou la femelle.

## Métrologie
Le dosage dans l'air se fait habituellement par absorption sur filtre de fibre de verre et tube absorbant puis analyse et mesure après désoption (par chromatographie en phase gazeuse, détection par ionisation de flamme).

## Usages frauduleux
En 1985, un scandale a touché des viticulteurs autrichiens qui avaient ajouté du diéthylène glycol au vin blanc, pour le rendre plus doux et transformer le vin sec en vin liquoreux, la production de ces derniers étant plus chère et les ajouts de sucre faciles à détecter. Les quantités de diéthylène glycol étaient trop faibles pour rendre le vin toxique (il aurait fallu boire environ 28 bouteilles par jour pendant deux semaines). Cependant, la contre-publicité occasionna une chute importante des exportations qui conduisit à l'adoption par l'Autriche de réglementations strictes.
En juillet-août 2007, à l'occasion d'un autre scandale, celui des produits agroalimentaires toxiques d'origine chinoise aux États-Unis, il fut constaté la présence de diéthylène glycol dans un dentifrice fabriqué en Chine pour le compte de la société Max Brands Marketing BV. Ce dentifrice a également été retrouvé sur d'autres marchés occidentaux (Espagne, Royaume-Uni, Canada et France).
Le 1er août 2007 : en France, à la suite de contrôles menés en coopération, l'Agence nationale de sécurité du médicament et des produits de santé (AFSSAPS) et la Direction générale de la concurrence, de la consommation et de la répression des fraudes (DGCCRF) attiraient l'attention sur la présence de diéthylène glycol (DEG) dans des dentifrices commercialisés en France sous la marque « Toothpaste new 4U ».
Bien que ces dentifrices n'aient pas vocation à être avalés, ils sont susceptibles de présenter un danger pour la santé en cas d'ingestion chez les jeunes enfants (intoxication aiguë ou chronique). L'AFSSAPS a engagé une procédure visant la fabrication, la commercialisation et la distribution à titre gratuit de dentifrices auxquels du DEG a été incorporé.
En 2008, l'InVS relayait une alerte de la NAFDAC (National Agency for Food and Drug Administration and Control du Nigéria), à propos de la mort de 25 enfants âgés de 4 mois à 3 ans (annoncée le 25 novembre 2008) en Afrique à la suite de l'utilisation d'un sirop pour les dents (« My Pikin ») frauduleusement contaminé par du diéthylène glycol. Le 2 décembre 2008, le nombre de morts était de 39 enfants, ce nombre étant sous-estimé, de nombreuses causes de décès n’étant pas recherchées dans ce pays.